# Jan Hoogendoorn (burgemeester)
J.J. (Jan) Hoogendoorn (17 juni 1947) is een Nederlands politicus van de VVD.
Hij is gemeenteraadslid in Roosendaal geweest en was daar tot 2002 ook wethouder. Verder was hij van 1995 tot 2007 lid van de Provinciale Staten van Noord-Brabant waarvan enige tijd als fractievoorzitter. Van oktober 2003 was Hoogendoorn burgemeester van Steenbergen. Hij ging per 1 juli 2012 met pensioen. Hij werd opgevolgd door Saskia Bolten.